# Keken András
Keken András (Bokor, 1909. december 10. – 1974. május 9.) evangélikus lelkész.

## Élete
Keken András 1909. december 10-én született Bokoron. 1927-ben érettségizett az Aszódi Evangélikus Főgimnáziumban. Ezután Sopronba ment teológiát tanulni. 1931-ben lelkésszé avatta Raffay Sándor püspök. 1934-ben vette feleségül Magyar Erzsébetet. 1937-ben Hódmezővásárhelyen gyermekotthont alapított az árva és nyomorban élő gyerekeknek. 1941-ben választotta lelkészévé a fővárosi Deák téri gyülekezet. 1948-ban házkutatást tartottak otthonában. 1949. április 26-án felfüggesztették munkájából. 1 év múlva az ÁVH letartóztatta, hogy ezzel is zsarolja Ordass Lajos püspök ügyét tárgyaló egyházi különbíróságot. 1950 májusában Kistarcsára internálták, ahonnan október közepén szabadult. Ezután segédmunkásként, könyvelőként dolgozott. 1956 októberében állami részről rehabilitálták, majd visszahelyezték lelkészi állásába. 1956. október 7-étől szolgálhatott újra lelkészként. 1974. május 9-én hunyt el.

## További irodalom
- Fabiny Tamás. Keken András életregénye. Budapest: szerzői kiadás (1992). ISBN 963 450 0560
- Fabiny Tamás. Sem magasság, sem mélység… - Keken András életregénye. Budapest: Harmat Kiadó (2009). ISBN 9789632880358